# Blek el gigante
Blek el gigante (en italiano, Il grande Blek) es una historieta italiana bélica y de aventuras, ambientada en el escenario de la Guerra de Independencia de los Estados Unidos.
Fue creada en 1954 por el trío "EsseGesse", compuesto por los historietistas turineses Giovanni Sinchetto (1922-1991), Dario Guzzon (1926-2000) y Pietro Sartoris (1926-1989).

## Trayectoria editorial

### En Italia
El personaje debutó el 3 de octubre de 1954 en la colección Freccia de Editoriale Dardo. En 1965 las relaciones laborales entre los autores y el editor Franco Baglioni se interrumpieron, pese a la enorme popularidad alcanzada por la serie (400.000 ventas semanales, más que otras historietas de culto como Tex o Capitan Miki). Tras el abandono de sus creadores, las aventuras de Blek fueron realizadas por otros historietistas (el guionista Amilcare Medici y los dibujantes Nicola Del Principe, Eugenio Benni y Franco Bignotti). La publicación en Italia se acabó en octubre de 1967, por un total de 654 números divididos en 33 series, siendo reeditados varias veces por Dardo u otras editoriales. En 1994 el único sobreviviente del trío EsseGesse, Dario Guzzon, volvió a colaborar con Dardo, escribiendo nuevas historias. En los años 1990 y 2000 fueron realizadas aventuras inéditas por el guionista Mario Volta y los dibujantes Lina Buffolente y Vladimiro Missaglia.

### En el extranjero
Blek contó con el gran favor del público francés (300.000 ventas). Tras el cierre de la producción italiana, en Francia la editorial Lug realizó nuevas aventuras escritas por mano de autores italianos como Carlo Cedroni o Nicola Del Principe y franceses como Jean-Yves Mitton, Marcel Navarro o André Amouriq, quienes cambiaron algunos elementos del pasado de Blek. Lo mismo ocurrió en Yugoslavia (Veliki Blek, 100.000 ventas), donde en los años 1980 fueron realizados episodios inéditos por autores locales como Bane Kerac, Pavel Koza, Branko Plavsić, Svetozar Obradović o Ahmet Muminović, y en Grecia para la revista MPLEK por mano del historietista Byron Aptosoglou.
En los países nórdicos fue publicado en 1957 como Davy Crockett en la revista Praerie Bladet y más recientemente por la editorial Thule de Noruega.
En España fue publicado como Blek el gigante en 1956 por Ediciones Toray de Barcelona.

## Argumento y personajes
Blek es un cazador muy alto y robusto, de pelo largo y rubio, conocido como Black la Roca (en italiano Blek Macigno) por su tamaño y fuerza. Sus aventuras se sitúan a finales del siglo XVIII, durante la Guerra de Independencia de los Estados Unidos. Blek lucha contra las Casacas Rojas del rey Jorge III junto a sus socios: el pequeño huérfano Roddy Lassiter, cuyo padre fue matado por los ingleses, y el Profesor Cornelius Occultis, un hombre culto y refinado, aunque torpe, con conocimientos de medicina e hipnotismo.

## Crossover
Blek ha sido protagonista de un cruce con el Comandante Mark, protagonista de otro cómic de EsseGesse ambientado en el mismo período histórico.